# NGC 5609
NGC 5609 is een spiraalvormig sterrenstelsel in het sterrenbeeld Ossenhoeder. Het hemelobject werd op 1 maart 1851 ontdekt door Bindon Blood Stoney (1828-1909), assistent van de Ierse astronoom William Parsons.
In de New General Catalogue is NGC 5609 het verst verwijderde sterrenstelsel dat met een optische telescoop werd ontdekt.

## Synoniemen
- PGC 3088538